# Négy kormányzóság
A négy kormányzóság a Koreai-félsziget északi részén létrehozott kínai kolóniák elnevezése. Miután a koreai Kodzsoszon (Gojoseon) állam  agresszív terjeszkedése fenyegetést jelentett a Han-dinasztiára, I. Vu Ti császár i.e. 109-ben megtámadta az országot, és egy évvel később le is győzte. Területeit felszabdalta négy kormányzóságra. A területet Kogurjónak (Goguryeónak) később sikerült visszaszereznie.

## A kormányzóságok
- Lölang (Lelang) körzet (樂浪郡), koreaiul: Rangnang-kun (락랑군, Rangnang-gun) vagy Nangnang-kun (낙랑군, Nangnang-gun), i.e. 108 – i.sz. 313
  - Később ebből a körzetből kivált a Tajfang (Daifang) körzet (帶方郡), koreaiul: Tebang-kun (대방군, Daebang-gun), 204–313
- Lintun körzet (臨屯郡), koreaiul: Rimdun-kun (림둔군, Rimdun-gun) vagy Imdun-kun (임둔군, Imdun-gun), i.e. 107 – i.sz. 82
- Hszüantu (Xuantu) körzet (玄菟郡), koreaiul: Hjondo-kun (현도군, Hyeondo-gun), i.e.107 – i.sz. 302
- Csenfan (Zhenfan) körzet (真番郡), koreaiul: Csinbon-kun (진번군, Jinbeon-gun), i.e. 107 – i.sz. 82

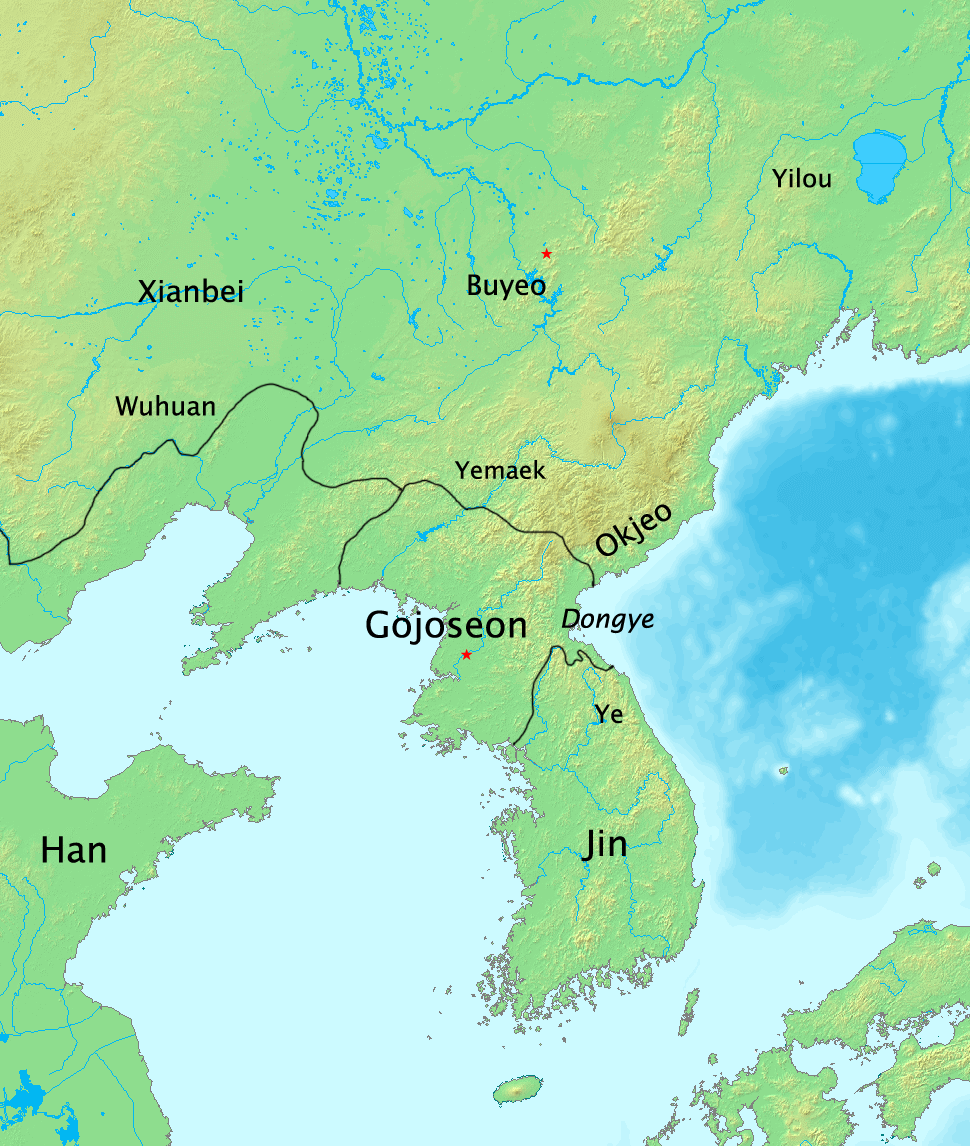
Üman Csoszon (Wiman Joseon) i.e. 108-ban
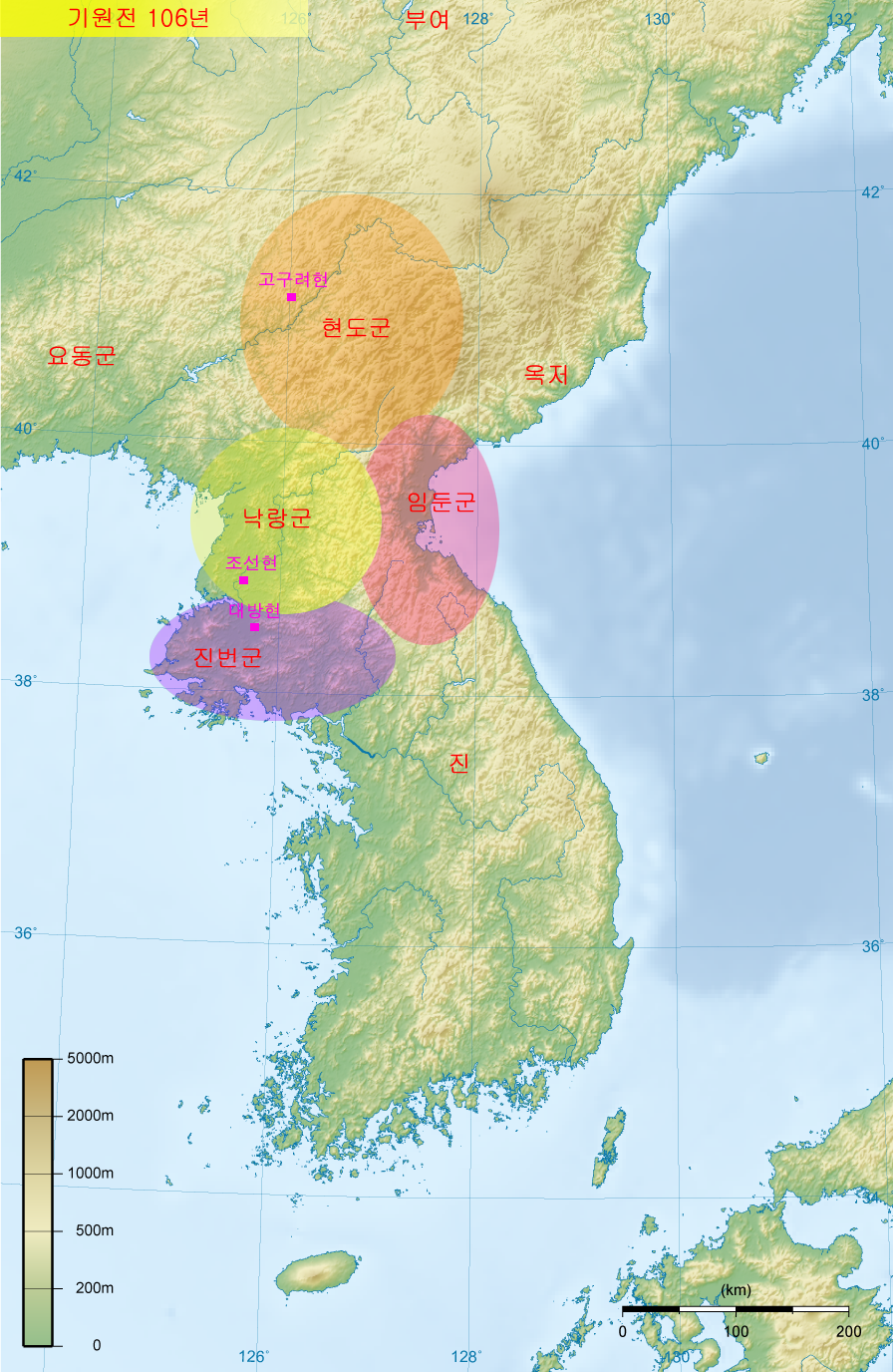
A négy katonai körzet kialakítása a királyság szétverését követően
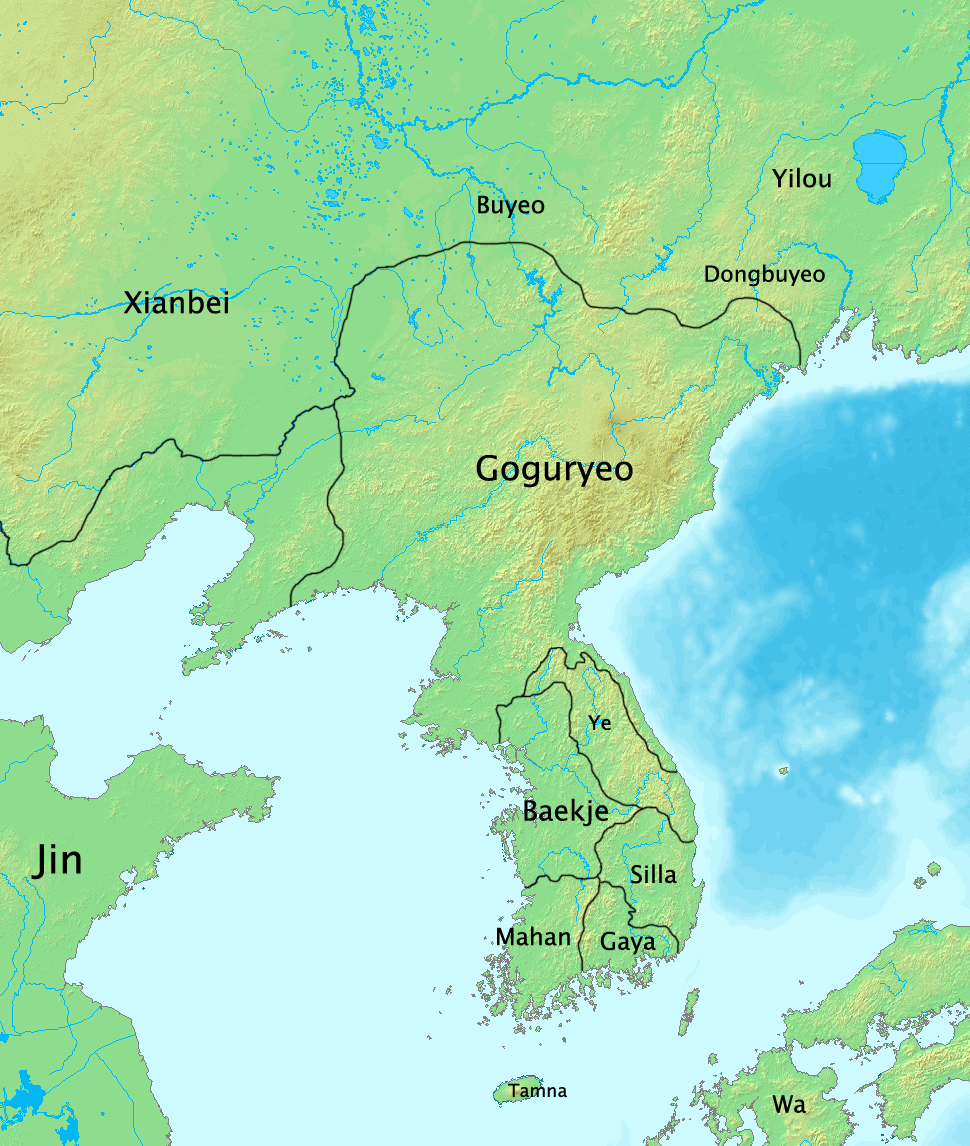
Korea 315-ben, miután Kogurjo (Goguryeo) visszaszerezte a körzetek területeit